# José Arouche de Toledo Rendon
José Arouche de Toledo Rendon (São Paulo, 14 de marzo de 1756 - São Paulo, 26 de junio de 1834) fue un militar, abogado, profesor y político brasileño.
Nació en la ciudad de São Paulo el 14 de marzo de 1756, hijo del maestre de campo del ejército Agostinho Delgado Arouche y de Maria Thereza de Araújo Lara, único hijo hombre entre siete mujeres. Cumpliendo la costumbre de las familias ricas de la época, cursó estudios superiores en la metrópoli portuguesa, formándose en derecho civil en la Universidad de Coímbra. A su retorno al Brasil se dedicó a la abogacía en Sao Paulo y ocupó diversos cargos públicos como juez de medidas, juez ordinario, juez de huérfanos, entre otros. Su destacada labor como jurista lo consagró como procurador de la corona. Junto a su carrera jurídica, se dedicó al ejército, alistándose al puesto de cpaitán del estado mayor del ejército. En el año de 1829 es ascendido al rango de teniente general.
Además de sus carreras militar y jurídica, destacó en el centro de la ciudad al ser responsable de la demarcación y asiento de la Cidade Nova y por las plantaciones de té en una chacra de su propiedad conocida como "Chacra do Arouche". 
Fue el primer director de la facultad de derecho del Largo de São Francisco, cargo que ocupó de 1827 a 1833. Fue propietario de buena parte de la zona central de la ciudad, hoy conocida como Vila Buarque, un área que actualmente comprende tanto el Largo do Arouche como la Plaza de la República.
A inicios del siglo XIX, transformó una chacra de plantación de té, de su propiedad, en un área de ejercicios militares. Esta zona fue conocida como "Plaza de la Artillería" (en portugués: Praça da Artilharia) o "Plaza de la Legión" (en portugués: Praça da Legião) hasta fines del siglo cuando fue lotizado para formar la actual Vila Buarque y el Largo do Arouche.
Falleció en Sao Paulo el 26 de junio de 1834 a la edad de 78 años.